# Manyfingers
Manyfingers es el nombre bajo el cual el inglés Chris Cole publica sus trabajos musicales. 
Chris Cole surgió de la misma escena musical de Bristol, donde nacieron grupos minimalistas como Flying Saucer Attack, Movietone, del cual Cole fue miembro, o The Third Eye Foundation, liderado por Matt Elliott con quien ha colaborado activamente durante varios años. 
Manyfingers publicaría con la discográfica independiente española Acuarela su primer álbum, titulado "On Worn Our Shadow"